# Свистово
Свистово — деревня в Рыбновском районе Рязанской области. Входит в Алешинское сельское поселение.

## География
Находится в западной части Рязанской области на расстоянии приблизительно 20 км на юго-запад по прямой от железнодорожного вокзала в городе Рыбное.

## История
Показана была еще на карте 1850 года как поселение Свистова (Ефаново) с 59 дворами. В 1859 году здесь (тогда деревня Рязанского уезда Рязанской губернии) было учтено 59 дворов, в 1897—118.

## Население
Численность населения: 544 человека (1859 год), 495(1897), 95 в 2002 году (русские 82 %), 97 в 2010.